# Ecodesign
Ecodesign oder umweltbewusste Produktgestaltung orientiert sich an den Prinzipien der Umweltfreundlichkeit und Nachhaltigkeit. Ziel ist es, mit intelligentem Einsatz der verfügbaren Ressourcen entlang der Wertschöpfungskette die Umweltbelastung einer Produktproduktion gering zu halten und unter sozial fairen Bedingungen zu produzieren.
Diese Herangehensweise fordert Designer heraus, Produkte, Systeme, Infrastruktur und Dienstleistungen über den gesamten Produktlebenszyklus hinweg im Sinne der Nachhaltigkeit zu gestalten.
Bei der Gestaltung ist die Einbettung des Produktes in sein Umfeld besonders wichtig. Gefragt sind Systemlösungen (Hybride Leistungsbündel (HLB), Produkt-Service System), die durch konzeptionelle Innovation geprägt sind. Das umweltbewusst produzierte Produkt ist selbst Lösungsweg, indem es ein sich selbst exponierendes Produkt darstellt.
In der ökologischen Designauffassung wird somit die Objektorientiertheit von Gebrauchsgütern durch den im gesamtgesellschaftlichen Zusammenhang und Nutzungszusammenhänge und Lebensprozesse (Bereich Kommunikationsdesign) ersetzt. Der Designer wird damit zum Vermittler zwischen Konsument, Umwelt und Wirtschaft.

## Prinzipien des Ecodesign
Ecodesign fordert die Integration von Umweltaspekten in Produktdesign und -entwicklung. Zur Beurteilung sollen die Umweltauswirkungen über den gesamten Produktlebenszyklus betrachtet werden, möglichst minimiert und mit sozialen, wirtschaftlichen, technischen und rechtlichen Rahmenbedingungen abgestimmt werden.
Sustainable Design umfasst darüber hinaus den sozialen und gesellschaftlichen Kontext und stellt ethische und soziale Fragestellungen.
Es ist davon auszugehen, dass 80 % der Umweltauswirkungen und Kosten eines Produktes durch den Entwurf determiniert werden und somit eine Beeinflussung der Umweltleistungen des Produktes bzw. Unternehmens in der Planungsphase notwendig und möglich ist.
Notwendig ist hier ein formalisierter Entwicklungsprozess, der die verschiedenen Möglichkeiten systematisch analysiert.
Als Entwicklungsziele bzw. Prinzipien für das Ecodesign sind zu nennen:
- materialeffizientes Design
- materialgerechtes Design
- energieeffizientes Design
- schadstoffarmes, abfallvermeidendes Design
- langlebiges, reparaturfreudiges und zeitbeständiges Design
- recyclinggerechtes, entsorgungsgerechtes und logistikfreundliches Design[3][4]

### Reparierfreundlichkeit
Die Reparierfreundlichkeit von Produkten („ökonomische Obsoleszenz“) hängt ab, von der technischen Möglichkeit einer Reparatur (Reparierbarkeit), von der Verfügbarkeit einer Reparaturdienstleistung und von ihren Kosten.
Bei Produkten mit mechanischen Komponenten bedeutet Reparierbarkeit, dass Verschleißteile ausgetauscht werden können. Produkte, die leicht durch „nicht bestimmungsgemäßen Gebrauch“ (z. B. Herunterfallen) kaputt gehen, können als reparaturfreundlich eingestuft werden, wenn es sich wirtschaftlich lohnt, sie zu reparieren. Und komplexe technische Geräte (z. B. Laptops) gelten als reparierbar, wenn sie technisch aufrüstbar sind und dadurch an neue technologische Standards angepasst werden können.

Wichtig ist neben der Möglichkeit einer zerstörungsfreien Demontage die Verfügbarkeit von Ersatzteilen und einer Reparaturanleitung für professionelle Dienstleiter bzw. einer Hilfestellung für Do-it-yourself-Reparaturen. Da die klassische Reparaturwirtschaft immer mehr wegbricht, könnten Repair-Cafés eine Alternative bieten. Das Problem der Ersatzteilverfügbarkeit könnte sich in Zukunft durch offene Werkstätten, in denen 3D-Drucker zur Verfügung stehen (FabLabs), relativieren.

## Geschichtliche Entwicklung
In den letzten Jahrzehnten hat sich das Konzept von Umweltschutz und nachhaltiger Entwicklung im Hinblick auf die Produktgestaltung von „End-of-pipe-Technologien“ über „Cleaner Production“ und „Eco-Design“ Ansätze weiterentwickelt und hat mittlerweile die Phase der Systeminnovationen erreicht. Diese Kombinationen von Produkt und Dienstleistungen haben das weitaus größere Potential für eine nachhaltige Wirtschaft aufgrund einer deutlich höheren Öko-Effizienz als konventionelle, produktorientierte Strategien.
Als Herangehensweise des Ecodesign sind Produktverbesserung, Produkt-Redesign, Neudesign/Öko-Innovation und Systeminnovation zu nennen. Bei der Produktverbesserung wird eine Veränderung einzelner Produkteigenschaften (z. B. Langlebigkeit) eines bereits hergestellten Referenzprodukts angestrebt, das Eigenschaftsprofil und die Funktionsprinzipien bleiben jedoch erhalten. Beim Redesign wird ein Vergleichsprodukt in seinem Merkmalsprofil auf der Produkt- und Produktionsebene (z. B. umweltschonendes Herstellungsverfahren) verbessert. Die Verbesserungspotentiale können systematisch durch die Analyse der lebenszyklusweiten Umweltwirkungen [Ökobilanz] erfolgen. Bei der Öko-Innovation sollen neue Produkte für die Anwendung neu entwickelter Technologien entworfen werden. Das gesamte Eigenschaftsprofil des Produktes kommt auf den Prüfstand. Bei der Systeminnovation wird nach einer grundsätzlich neuen Lösung für das Nutzerbedürfnis und einer neuen Geschäftlösung gesucht. Dies kann durch die Kombination von Dienstleistungen und umweltoptimierten Produkten geschehen (Vermietung von Büromöbeln).

## Ecodesign-Prozess
Der Ecodesign-Prozess unterscheidet sich nicht grundlegend von üblichen Produktentwicklungsprozessen. Zentral ist die Integration von Umweltaspekten in die verschiedenen Planungsvorgänge und das Produkteigenschaftsprofil. Zentral ist die Suche und Ausgestaltung von alternativen, öko-effizienten Lösungsmöglichkeiten zur Befriedung der jeweiligen Nutzerbedürfnisse.

## Nachhaltigkeitsmanagement und Ecodesign
Ecodesign-Aktivitäten sollten in das Nachhaltigkeitsmanagement eingeordnet werden.
Eine möglichst frühzeitige Berücksichtigung von Umweltauswirkungen ist unabdingbar, um die großen Potenziale zur antizipativen Reduzierung von Umweltauswirkungen und von großen Anteilen der später anfallenden Umweltkosten zu nutzen, die bereits in der Produktentwicklung festgelegt werden. Dies erfordert den Einbezug aller am Produktentwicklungsprozess Beteiligten und die Auseinandersetzung mit umweltbezogenen Fragestellungen auch auf der strategischen Planungsebene. Öko-Design kann auf diese Weise zu einem zentralen Bestandteil der ökologischen Unternehmensführung werden.
Durch das Einbeziehen von Bedürfnisanalysen, Dematerialisierungsprozessen und neuen Produktkonzepten wie Service- oder Leasingangeboten werden auch Nutzenanforderungen,
Produktverwendungen und Einstellungsveränderungen (z. B. „nutzen statt besitzen“) thematisiert und es lassen sich neue Geschäftsfelder erschließen (Flottenmanagement statt PKW-Verkauf).
Für die Beurteilung der Produktgestaltung stehen verschiedene Instrumente des Nachhaltigkeitsmanagements zur Verfügung, die die Umweltauswirkungen eines Produktes erfassen: Life Cycle Costing, Ökobilanz und Checkliste. Nachhaltiger gestaltete Produkte sollen die positive Wahrnehmung des Unternehmens unterstützen, die Kundenbindung erhöhen und Unternehmen gegebenenfalls die Erschließung höherpreisiger Marktsegmente ermöglichen. Zugleich können durch die systematische und lebenszyklusübergreifende Produktbetrachtung ((Öko-)Bilanz) Haftungsrisiken, (später unerwartet hoch ausfallende) Entsorgungskosten sowie Service- und Reparaturleistungen reduziert werden.

## Ökodesign in der EU
Mit der Ökodesign-Richtlinie zur Schaffung eines Rahmens für die Festlegung von Anforderungen an die umweltgerechte Gestaltung energiebetriebener Produkte setzte die EU 2005 einen ersten Schritt zu weiteren Verbreitung von Ökodesign. Dabei wird auch die Integrierte Produktpolitik in der Europäischen Union (IPP) umgesetzt, also das Umweltverhalten von Produkten und Dienstleistungen entlang des gesamten Lebensweges zu verbessern oder zu fördern. Die Richtlinie wurde 2025 durch eine Ökodesign-Verordnung ersetzt und ist damit im EWR verbindlich.

## Praxisbeispiele
Beispiel 1
Bei der Weiterentwicklung von Waschmaschinen wurden bereits viele Öko-Effizienzpotentiale erschlossen. So konnten Waschtemperaturen verringert, eine Einleitung der Wassermenge abhängig von der Wäschemenge, Energieeinsparungen durch längere Einwirkzeiten u. Ä. erreicht werden. Eine weitere Entwicklungsmöglichkeit stellt die EUDORA titan dar. Sie verfügt über eine herausnehmbare Wäschtrommel, die als Wäschekorb verwendet werden kann. Außerdem ist sie reparaturfreudig konstruiert und verfügt über das neue Nachhaltigkeitssiegel NCERT für langlebige Geräte.
Beispiel 2
Ab 2022 dürfen Hersteller von Kaminöfen nur noch Geräte mit dem „Ecolabel“ auf den Markt bringen. Die Geräte sind damit EcoDesign zertifiziert und halten folgende Anforderungen an die Emissionen ein:
- Feinstaub für Holzöfen und Herde < 40 mg/m³, bezogen auf 13 % Sauerstoff
- Feinstaub für Pelletöfen < 20 mg/m³, bezogen auf 13 % Sauerstoff
- Kohlenmonoxid für Holzöfen und Herde < 1.500 mg/m³, bezogen auf 13 % Sauerstoff
- Kohlenmonoxid für Pelletöfen < 300 mg/m³, bezogen auf 13 % Sauerstoff

## Ausbildungsbeispiele
An der HTBLA Hallein (Höhere Technische Bundeslehranstalt Hallein) wurde von 1997 bis 2005 der Aufbaulehrgang Ecodesign – ökologische Produktentwicklung durchgeführt. Ausbildungsprinzipien des in Europa wohl einmaligen Lehrgangs sind: Verschmelzung von Technik und Gestaltung, Teamarbeit in Form von Projektunterricht, Einbeziehung von Fachexperten aus Industrie und Wirtschaft, fächerübergreifender Unterricht und aktive Teilnahme an Wettbewerben und Messen."
In diesem Lehrgang können Fachschulabsolventen einen vollwertigen HTL-Abschluss in Ecodesign erwerben, mit dem Ziel, Menschen durch Vermittlung von Kenntnissen, Fertigkeiten und Werthaltungen zu befähigen, Konsumgüter nach umweltbewussten Richtlinien zu gestalten und zu entwickeln. Eine Arbeitsgruppe hat unter Leitung von Helmuth Hickmann in Zusammenarbeit mit der HTL Salzburg im Jahre 1994 begonnen, ein Konzept und den Lehrplan auszuarbeiten.
Wissenschaftliche Basis des Lehrplans ist die Studie von Franz Rauch vom Institut für Interdisziplinäre Forschung und Fortbildung der Universitäten Innsbruck, Klagenfurt und Wien, Abteilung Soziale Ökologie, Programmbereich Ökologische Bildung.
Die TU Wien (Technische Universität Wien) bietet, unter der Leitung von Wolfgang Wimmer, eine Ausbildung Ecodesign – Universitätslehrgang für umweltgerechte Produktentwicklung an. Das Ziel des Universitätslehrgangs ist es, umfassende Kenntnisse und Fertigkeiten zu umweltgerechter Produktgestaltung / ECODESIGN zu vermitteln und Produktentwickler, Umweltbeauftragte und Manager in Firmen in die Lage zu versetzen, richtungssichere Entscheidungen beim Gestalten und Entwickeln von Produkten zu treffen.
Ganzheitlich wird Ecodesign an der ecosign/Akademie für Gestaltung in Köln gelehrt. Die Akademie wurde 1994 von Karin-Simone Fuhs gegründet, um Design und Nachhaltigkeit zu verknüpfen. Neben der klassischen Umsetzung von Ecodesign in der Produktentwicklung und -gestaltung strebt die Lehre der ecosign ein holistisches Verständnis des Begriffs an, das ebenfalls Designtheorie, -management und Kommunikationsdesign unter Berücksichtigung von ökologischen, ökonomischen, sozialen und kulturellen Belangen einschließt. Seit September 2020 kooperiert die ecosign/Akademie für Gestaltung mit dem Fachbereich Design der Hochschule Fresenius. Die staatlich anerkannte Hochschule Fresenius ist als akademischer Partner verantwortlich für die Vergabe der Hochschulabschlüsse Bachelor of Arts (B.A.) und Master of Arts (M.A.) in den beiden Studiengängen Nachhaltiges Design (B.A.) und (M.A.).